# Kanton Ambérieu-en-Bugey
Kanton Ambérieu-en-Bugey (fr. Canton d'Ambérieu-en-Bugey) – kanton w okręgu Belley, departamencie Ain (fr. Ain), w regionie Rodan-Alpy (fr. Rhône-Alpes). Kod INSEE:0101.
W jego skład, od utworzenia w roku 1955, wchodziło 8 gmin:
- Ambérieu-en-Bugey,
- L'Abergement-de-Varey,
- Ambronay,
- Bettant,
- Château-Gaillard,
- Douvres
- Saint-Denis-en-Bugey
- Saint-Maurice-de-Rémens[2].

W kantonie w 2011 roku zamieszkiwało 22 850 osób, w tym 11 202 mężczyzn i 11 648 kobiet.
Od 22 marca 2015 w jego skład wchodzi 18 gmin:
- L'Abergement-de-Varey (Kod INSEE: 01002)
- Ambérieu-en-Bugey (01004)
- Ambronay (01007)
- Ambutrix (01008)
- Arandas (01013)
- Argis (01017)
- Bettant (01041)
- Château-Gaillard (01089)
- Cleyzieu (01107)
- Conand (01111)
- Douvres (01149)
- Nivollet-Montgriffon (01277)
- Oncieu (01279)
- Saint-Denis-en-Bugey (01345)
- Saint-Maurice-de-Rémens (01379)
- Saint-Rambert-en-Bugey (01384)
- Torcieu (01421)
- Vaux-en-Bugey (01431)[2]